# Botmar
Het Botmar of Sodumermar, ook wel Soarremoarster Mar is een binnenmeertje ten westen van Oldeboorn en ten zuidoosten van Grouw, in de buurt van de buurtschap Sorremorre. Het water is ongeveer 45 hectare groot en stond vroeger in verbinding met het boezemwater.
Na de bedijking van het waterschap werd het waterpeil enkele decimeters verlaagd. Het natuurgebied valt nu binnen het waterschap De Swette. Sinds 1954 is het Botmar eigendom van It Fryske Gea.
In het gebied komen naast stekelvarens veel kamvarens voor.
Aeltsjemar
· De Alde Feanen
· Bakkeveense Duinen
· Bancopolder
· Bekhofschaans
· Bjirmen
· Blauhúster Puollen
· Bocht fan Molkwar
· Botmar
· Bouwepet
· Buismans Einekoai
· Bûtenfjild
· Van Coehoornbosk
· Delleboersterheide
· Diakonieveen
· Dobbe Stienser Aldlân
· Dobben Hurdegarypsterwarren
· Dunegeaster- en Follegeasterpolder
· Dyksfearten
· Eanjumerkolken
· Easterskar
· Einekoai Piaam
· Einekoaien Lytse Geast
· De Fluezen
· Grikelân en Turkije
· Grutte Wielen
· Heide Hulstreed
· De Hon
· Huitebuersterbûtenpolder
· Joodse begraafplaats Tacozijl
· Joodse begraafplaats Noordwolde
· Kapellepôle
· Ketelermar
· Ketliker Skar
· Kobbelân
· Lendebos
· Lindevallei
· Liphústerheide
· Makkumersúdmar
· Makkumerwaarden
· Mandefjild
· Martenastate
· Meulebos
· Meulereed
· Mokkebank
· Mûntsebuorsterpolder
· Noard-Fryslân Bûtendyks
· 't Oerd
· Ottema Wiersma reservaat
· Park Huize Olterterp
· Park Jongemastate
· Peazemerlannen
· Petgatten De Feanhoop
· Polders Koarnwert
· Ringwiel
· Rysterbosk
· De Ryp
· Schaopedobbe
· Séfonsterpolder
· Sippen-finnen
· Skiedingsboskje
· Slachtedyk
· Steile Bank
· Stokersdobbe
· Sudermarpolder
· Syp Set
· Taconisbosk
· Tsjongerwâlen
· Teroelster Sipen
· Unlân fan Jelsma
· Van Asperen einekoaien
· Warkumermar
· Warkumerwaard
· 't West
· Wilhelmina-oard
· Ychtenerfeanpolder